# Leleges
De Leleges (Oudgrieks: Λέλεγες / Léleges) waren een wijd verspreide, pre-Helleense volksstam in Griekenland. Ze worden vaak in een adem met de Pelasgen genoemd. Hun afkomst is niet nauwkeurig aan te wijzen, mogelijk kwamen ze uit Klein-Azië.
Pausanias meende te weten dat ze met de Cariërs verwant waren. Philippus van Theangela meende dat de Leleges slaven zouden zijn geweest van de Cariërs. Ook Homerus maakte reeds een onderscheid tussen beide volken. Strabo voegt bij zijn verhaal over de afstamming van de oude koning Lelex (uit Leucadië of Megara, of Lacedaemon) nog de etymologie van Leleges die hij terugvoert tot λέγειν, zodat Leleges zoveel als συλλεγέντες, "samengebrachten", "bijeengebrachten" ofwel een gemengd volk zou betekenen.
Zij waren waarschijnlijk van oorsprong een rondzwervend volk van vooral zeevaarders en zeerovers. De Taphiërs en Teleboërs waren hun stamverwanten.
Men vindt de Lelegers voornamelijk in Akarnania en Lefkada, Aetolië, Lokris, Fokida, Noord-Boeotië, Euboea, Laconië, Elis, Messenië, verder op verscheidene eilanden in de Egeïsche Zee, op Kreta en de kusten van Klein-Azië. In de historische tijd vindt men ze nog in Troas, namelijk in Antandrus, Gargara en Pedasus (aan de Satnioïs gelegen).
Bij de grotere verspreiding van de Helleense stammen (zie: Dorische invallen) vermengden zij zich met deze en hielden op een zelfstandige stam uit te maken.